# Artoer Joesoepov (voetballer)
Artoer Rimovitsj Joesoepov (Russisch: Артур Римович Юсупов) (Samara, 1 september 1989) is een Russisch voetballer die bij voorkeur als centrale middenvelder speelt. Hij tekende in 2015 bij Zenit Sint-Petersburg.

## Clubcarrière
Joesoepov kwam in januari 2010 bij Dinamo Moskou terecht. Daarvoor speelde hij bij Akademiya Tolyatti en FC Togliatti. Op 8 november 2009 debuteerde hij in de Premjer-Liga tegen Spartak Naltsjik. In 2010 werd de centrale middenvelder uitgeleend aan FK Chimki. Op 13 augustus 2011 maakte hij zijn eerste treffer voor Dinamo Moskou in het competitieduel tegen Terek Grozny. Op 2 augustus 2012 maakte hij zijn Europese debuut in de voorronde van de UEFA Europa League tegen het Schotse Dundee United. In totaal maakte hij zes doelpunten in 96 competitiewedstrijden voor Dinamo Moskou. Op 2015 tekende hij als transfervrije speler een vierjarige verbintenis bij Zenit Sint-Petersburg.

## Interlandcarrière
Joesoepov kwam één maal uit voor Rusland –21 en debuteerde in 2011 voor Rusland B, waarvoor hij drie interlands afwerkte.